# Олимпий
Вижте пояснителната страница за други личности с името Олимпий.
Олимпий (на латински: Olympius) е държавен служител (magister officiorum) в Древен Рим, съветник на западноримския император Хонорий през 408 и 409 г.
Според Зосим интригантът Олимпий е водещата сила и печеливш за клането и за обвиняването на Стилихон. През 408 г. Олимпий замисля как да погуби Стилихон. Придворните разпространяват слухове, че Стилихон е планирал убийството на Флавий Руфин, че е интригантствал със стария си противник Аларих I, че е поканил варварите в Галия през 406 г. и че планира държавен преврат и иска да постави сина си на императорския трон.
През пролетта на 408 г. вестготите въстават отново. През август 408 г. Стилихон отива с войската в Тицинум. На 13 август 408 г. император Хонорий пристига също в Тицинум. Генерал Хераклиан убива на 22 август 408 г. осъдения на смърт Стилихон в Равена и наследява неговото имущество.